# 加色丁禮天主教多倫多聖亞岱教區
加色丁禮天主教多倫多聖亞岱教區（拉丁語：Eparchia  Sancti Addai in urbe Torontina）是東儀天主教以加拿大最大城市多倫多為中心的一個教區（加色丁禮），直屬教廷。
教區成立於2011年6月10日，現任教區主教為漢納·佐拉。